# Danh sách đô thị tại Cádiz
Đây là danh sách các đô thị ở tỉnh Cádiz trong cộng đồng tự trị Andalusia, Tây Ban Nha.
| Tên                       | Dân số (2002) |
| ------------------------- | ------------- |
| Alcalá de los Gazules     | 5.565         |
| Alcalá del Valle          | 5.278         |
| Algar                     | 1.714         |
| Algeciras                 | 106.710       |
| Algodonales               | 5.607         |
| Arcos de la Frontera      | 28.369        |
| Barbate                   | 22.150        |
| Los Barrios               | 17.915        |
| Benalup-Casas Viejas      | 6.371         |
| Benaocaz                  | 668           |
| Bornos                    | 7.987         |
| El Bosque                 | 1.911         |
| Cádiz                     | 136.236       |
| Castellar de la Frontera  | 2.642         |
| Conil de la Frontera      | 18.269        |
| Chiclana de la Frontera   | 63.719        |
| Chipiona                  | 17.127        |
| Espera                    | 3.945         |
| El Gastor                 | 1.948         |
| Grazalema                 | 2.219         |
| Jerez de la Frontera      | 187.087       |
| Jimena de la Frontera     | 9.200         |
| La Línea de la Concepción | 60.951        |
| Medina-Sidonia            | 10.770        |
| Olvera                    | 8.614         |
| Paterna de Rivera         | 5.246         |
| Prado del Rey             | 5.848         |
| El Puerto de Santa María  | 77.747        |
| Puerto Real               | 36.221        |
| Puerto Serrano            | 6.781         |
| Rota                      | 26.257        |
| San Fernando              | 88.333        |
| San José del Valle        | 4.233         |
| San Roque                 | 23.981        |
| Sanlúcar de Barrameda     | 61.908        |
| Setenil de las Bodegas    | 3.043         |
| Tarifa                    | 16.058        |
| Torre Alháquime           | 912           |
| Trebujena                 | 6.942         |
| Ubrique                   | 17.534        |
| Vejer de la Frontera      | 12.727        |
| Villaluenga del Rosario   | 455           |
| Villamartín               | 12.069        |
| Zahara                    | 1.526         |